# Partit Laborista (Espanya)
Partit Laborista és el nom de diversos partits polítics espanyols de diferents èpoques, sense relació ideològica amb el laborisme britànic.
El primer va ser fundat per Eduardo Aunós a l'abril de 1930 a imitació del feixisme italià i com a continuïtat del programa corporativista de la recentment caiguda Dictadura de Primo de Rivera. Va tenir molt escassa repercussió. Aunós es va integrar posteriorment a Falange Española.
El 1945, sota la Dictadura franquista, hi ha constància d'un grup demoninat Partit Laborista, format per l'ala «socialitzant» de la Falange Espanyola i per antics membres del Partit Sindicalista partidaris de la integració en l'Organització Sindical Espanyola, per la qual cosa havien estat expulsats del mateix per la direcció del partit exiliada a França. Haurien tingut el suport del ministre de Treball, el camisa vella de Falange José Antonio Girón de Velasco. Però en 1947, «havent perdut tota utilitat per al règim, va procedir a detenir a uns setanta membres del Partit Laborista a Catalunya, País Valencià, Madrid i Galícia».
El 1976 Rafael Quetglas Vicens i Emilio Galana Arroyo inscriviren un "Partido Laborista" com a denominació de partit d'Asociación Laborista, en el marc de la Llei d'Associacions Polítiques.